# Расширение пространства борьбы
Расширение пространства борьбы (в оригинале фр. Extension du domaine de la lutte, опубликован на английском как Whatever) — дебютный роман французского писателя Мишеля Уэльбека, опубликованный в 1994 году во Франции, а в 1998 — в Великобритании. В 1999 по нему был снят фильм.

## Сюжет
Главному герою тридцать лет. Он работает аналитиком-программистом в компьютерной компании, зарабатывая неплохие деньги. Несмотря на это, он не привлекает женщин, будучи лишенным красоты и какой бы то ни было харизмы, склонным к частым приступам депрессии и к пораженчеству. Первоначально мы даже не знаем его имени, так как повествование ведётся от первого лица.
Рассказчик описывает ежедневную борьбу своих товарищей, всегда в поисках любви, радости и денег. Сексуальность является системой социальной иерархии — этот контроль распространяется на все аспекты жизни человека под влиянием либеральной модели. В конце концов, главный герой, расположенный за пределами этой борьбы, захваченный ностальгией по юности, желает смерти, не имея возможности решиться на это. Роман оканчивается словами: 

Пейзаж становится все более приветливым, ласковым, светлым; это причиняет мне физическую боль. Я погружаюсь в бездну. Моя кожа стала чем-то вроде границы, которую силится продавить окружающий мир. Я оторван от всего; отныне я — пленник внутри самого себя. Божественного слияния уже не произойдет; цель жизни не достигнута. Два часа пополудни

## Рецензии
- Наталия БАБИНЦЕВА. Тайне — нет // Время новостей, 08.07.2003